# Petr Štěpánek (politik STAN)
Petr Štěpánek (* 2. května 1964 Praha) je český politik, agronom a podnikatel, od roku 2020 senátor za obvod č. 18 – Příbram, v letech 2016 až 2020 zastupitel Středočeského kraje, od roku 2006 starosta obce Petrovice na Příbramsku, člen hnutí STAN.

## Život
Vystudoval obor agronom na Střední zemědělské technické škole v Březnici. V letech 1984 až 1990 pracoval jako agronom v Zemědělském družstvu Petrovice, kde od roku 1984 žije. Zasazuje se o ochranu životního prostředí a koncepční rozvoj venkova. Již v letech 1984 až 1987 vedl oddíl ochránců přírody při místní základní škole.
Mezi roky 1990 a 2006 podnikal v dopravě, obchodu a informačně-technologických službách jako OSVČ. Ve sboru dobrovolných hasičů Petrovice dělá starostu sboru a velitele družstva výjezdové jednotky.
Byl aktivním členem Komise rady Středočeského kraje pro bezpečnost a integrovaný záchranný systém. Dále je členem pracovní skupiny Venkov při Regionální stálé konferenci. Je hlavním koordinátorem skupiny třinácti obcí jižně od Milevska postižených kritickým nedostatkem pitné vody. Společně připravují velký projekt vybudování přivaděče pitné vody pro tento region. Ve Sdružení obcí Sedlčanska zastává pozici prvního místopředsedy.
Petr Štěpánek žije v obci Petrovice na Příbramsku. Je ženatý, má tři děti. Ve volném čase cestuje, chodí do přírody, jezdí na kole a vyřezává ze dřeva. Hraje též v ochotnickém divadle, v letech 1999 až 2007 vedl dětský divadelní soubor.

## Politické působení
V komunálních volbách v roce 1994 kandidoval jako nezávislý za subjekt „Sdružení nezávislých kandidátů“ do Zastupitelstva obce Petrovice, ale neuspěl. Nicméně skončil jako první náhradník a ještě v témže roce rezignoval jeho stranický kolega, a tak se stal řádným zastupitelem. V letech 1997 až 1998 navíc zastával post místostarosty obce. Ve volbách v roce 1998 nekandidoval. Do zastupitelstva se vrátil až po volbách v roce 2002, kdy uspěl jako nezávislý, když vedl kandidátku subjektu „Sdružení nezávislých kandidátů obce Petrovice“. V letech 2002 až 2006 byl navíc radním obce.
Ve volbách v roce 2006 obhájil post zastupitele jako nezávislý a lídr kandidátky „Sdružení nezávislých kandidátů obce Petrovice“. V roce 2006 byl také poprvé zvolen starostou obce. Obě funkce pak vždy obhájil ve volbách v letech 2010 (nezávislý za subjekt „Sdružení nezávislých kandidátů Petrovicka“), 2014 (již člen hnutí STAN) a 2018. V komunálních volbách v roce 2022 kandiduje do zastupitelstva Petrovic z 10. místa kandidátky hnutí STAN.
V krajských volbách v roce 2008 kandidoval jako nestraník za hnutí „Nezávislí starostové pro kraj“ („NSK“) do Zastupitelstva Středočeského kraje, ale neuspěl. Zvolen nebyl ani ve volbách v roce 2012 již jako člen hnutí STAN na kandidátce „TOP 09 a Starostové pro Středočeský kraj“, když kandidoval z 15. místa. Krajským zastupitelem se tak stal až po volbách v roce 2016 na samostatné kandidátce hnutí STAN. Ve volbách v roce 2020 mandát krajského zastupitele obhajoval na posledním místě kandidátky, ale neuspěl.
Ve volbách do Poslanecké sněmovny PČR v roce 2013 kandidoval jako člen hnutí STAN ze 16. místa na kandidátce TOP 09 ve Středočeském kraji, ale neuspěl. Zvolen nebyl ani na samostatné kandidátce hnutí STAN ve volbách v roce 2017.
Ve volbách do Senátu PČR v roce 2020 kandidoval za hnutí STAN v obvodu č. 18 – Příbram. V prvním kole získal 21,98 % hlasů, a postoupil tak z 1. místa do druhého kola, v němž porazil kandidáta ODS Jiřího Buriana poměrem hlasů 70,18 % : 29,81 %, a stal se tak senátorem.
V Senátu působí jako místopředseda Výboru pro záležitosti EU a Podvýboru pro zemědělství. Dále je členem Stálé komise pro rozvoj venkova a Podvýboru pro vnitřní bezpečnost a IZS.